# 薛圐圙乡
薛圐圙乡，是中华人民共和国山西省朔州市山阴县下辖的一个乡镇级行政单位。

## 行政区划
薛圐圙乡下辖以下地区：
薛圐圙村、罗庄村、西寺院村、卢岭村、辛兴铺村、小村、豆庄村、白坊村、沙岭村、庞家堡村、河曲堡村、老羊寨村、西李庄村、黑圪塔村、双寨村、双寨铺村、曹庄村、大营村和老羊寨铺村。